# Plitve korenine
Kmečka povest Plitve korenine (1978) Janeza Zupana govori o sporu med očetom in sinom ter med podeželjem in mestom.

## Vsebina
Na Dornovini, eni večjih kmetij na Zaplani, živijo Andre (Dorn), njegova sestra Polona, žena Lena in sin Tomaž. Osemnajstletni Tomaž si po končani srednji šoli želi v mesto študirat za inženirja. Družina si pred tem zatiska oči, Tomaž je namreč edinec, kmetija pa rabi naslednika. Cela vas se sprašuje, kaj bo prihodnost prinesla podeželju, ker vse več mladih odhaja v tovarne po lažji zaslužek. Kljub očetovem nakupu mehanizacije se Tomaž vseeno odloči za mesto. Vaščani ugibajo, ali se bo za Tomaža končalo življenje v mestu tako kot za Cena Strahova, ki je po isti poti kot Tomaž odšel na študij v mesto, nato pa se ves reven in ubog vrnil na podeželje.
Tomaž se za dan vrne pomagat na kmetijo, zaplete se s sosedovo Manco, za katero se kasneje izkaže, da je takrat z njim tudi zanosila. Nekdo s človeškimi iztrebki namaže Dornovo klop. Po ponovnem družinskem pregovarjanju, naj Tomaž pusti študij, Andre sina nažene od doma. Kmetije so med sabo na smrt skregane, ko pa umre stari Cvet, za njegov pogreb s skupnimi močmi poskrbijo vsi. 
Po novem letu se Tomaž ves izmozgan in neurejen vendarle vrne domov, a le zato, da bi prosil za denar. Ker pa je Andre od Ferčejevega študenta slišal, da Tomaž v mestu sploh ne študira, mu denarja ne da. Nato Tomaž spet odide v mesto in se nikoli več ne vrne. Cena pristane v bolnici (po besedah vaščanov zato, ker je preveč bral in se mu je  zmešalo), tam pa opazi od drog uničenega mladeniča. Cena ne prepozna, da gre za Tomaža, a vse kaže, da je to on.
Pride pomlad in Andre se ozira po Zaplanah. Vse bližje sliši zvoke avtomobilov in lokomotive, vse bolj se podeželje spreminja v mesto. Sam pri sebi razmišlja, da so oni sami krivi za to, da mladi odhajajo v mesta, in to zato, ker jih niso naučili ljubiti zemlje.

## Kritike
"Zdi se neverjetno, pa je vendarle res, da se je tradicija večerniške literature dandanašnji obdržala med mladimi knjižnimi amaterji, katerih eden je očitno tudi Janez Zupan. 
Njegove Plitve korenine so namreč večernica tako rekoč po vsem:
- po slogu, ki - podobno kot slog pri njegovem gorenjskem rojaku Tonetu Svetini - navezuje na Finžgarjev in Jalnov realizem in ki je neke vrste slovenska inačica nemške alpske heimatkunst;
- po snovi, ki jo zajema iz kmečkega življa pod planinskimi vršaci;
- po fabuli, v kateri se soočata podeželje in mesto, tradicija in civilizacijski napredek skozi spor med očetom in sinom - to pot (in to je edina novost te vrste) ne zaradi tega, ker oče sinu nemara ne bi hotel prepustiti grunta, temveč  zato, ker sin tega grunta ne mara več;
- in končno po ideji in moralnem nauku, ki se glasi, prvič, da je zemlja prva in edina, odrešujoča in vzpostavljajoča ta narod, in - drugič - da je grešni upor sina zoper očeta zmeraj prav po svetopisemsko kaznovan z grešnikovo pogubo (ali - kot srečna alternativa - izravnan prosto po priliki o izgubljenem, pa spet vrnjenem sinu)." (Iz spremne besede na zavihku.)

## Ponatis
- Plitve korenine. Radovljica: Tiskarna knjigoveznica, 1991. (COBISS)